# Atmel

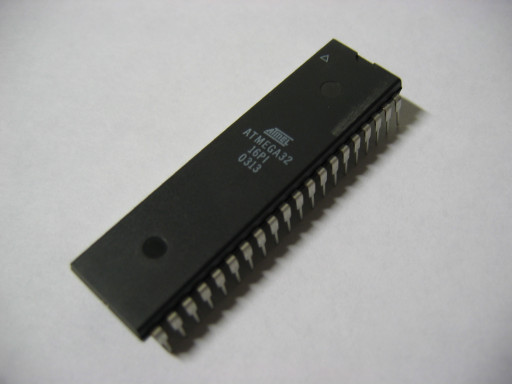
Atmel ATMEGA32 マイクロコントローラー

アトメル（英: Atmel Corporation、NASDAQ: ATML）は、アメリカの半導体製造業者であり、マイクロコントローラ、メモリなどを主に製造販売していた。2016年、マイクロチップ・テクノロジーに買収された。

## 概要
マイクロコントローラのAVR（90S、Mega、Tiny）、EPROM、プログラマブルロジックデバイスなどの製品がある。
本社はカリフォルニア州サンノゼにある。
主な競合企業は、アナログ・デバイセズ、マイクロチップ・テクノロジー、フリースケール、インフィニオン、マキシム・インテグレーテッド、NXPセミコンダクターズ、ルネサス エレクトロニクス、STマイクロエレクトロニクス、テキサス・インスツルメンツである。
2016年1月19日、アトメルは、マイクロチップ・テクノロジーに買収されることで正式に合意した。

## 歴史
1984年、Atmel社がカリフォルニア州サンノゼに設立される。
元々Atmel社はEPROM及び三洋で製造されたプログラマブルロジックデバイスの設計会社でファブレス半導体メーカーだった。
1989年、コロラドスプリングスの半導体工場をハネウェルから買収。
1993年、Atmel初の8051コアを基にした8ビットフラッシュマイクロコントローラを導入。
1995年、フランスのRoussetに新工場。
1996年、ノルウェーのトロンハイムにAVRシリーズの為の設計事務所を設立。
2015年9月、英ダイアログ・セミコンダクター社がAtmelを46億米ドルで買収することで合意した。一方Atmel社は、カウンターオファー、すなわち対抗買収を待つとした。
2015年12月、ロイター通信は、マイクロチップ・テクノロジー社が38億米ドルで買収する提案をしたと報道した。情報源は匿名。
2016年1月13日(米国時間)、Atmel社がMicrochip社の提案のほうが優位と判断した。
2016年1月19日(米国時間)、Atmel社はMicrochip社の買収提案を認めることを、同日のニュースレターで公式に発表した。また、Dialog社の買収合意を解消し、契約解除金として1億3730万米ドルが支払われた。